# Thecla johnsoni
Thecla johnsoni är en fjärilsart som beskrevs av Henry Skinner 1904. Thecla johnsoni ingår i släktet Thecla och familjen juvelvingar. Inga underarter finns listade i Catalogue of Life.